# 原渕修人
原渕 修人（はらぶち しゅうと、2002年3月7日 - ）は、ジャパンラグビーリーグワン東芝ブレイブルーパス東京に所属するラグビー選手。

## プロフィール
- ポジションはプロップ(PR)。
- 身長: 177 cm、体重: 108 kg

## 略歴
高校1年生の時に野球部からラグビー部に転部。
2020年、摂津高校卒業後、摂南大学に入る。
2024年、アーリーエントリーで東芝ブレイブルーパス東京に加入。